# Mezquita de Ahmed III
La mezquita de Ahmed III (en griego: τζαμί του Αχμέτ Γ΄, romanizado: tzamí tou Achmét III), es también conocida como mezquita de Ahmed-Pashá, Sin embargo, la publicación ministerial de referencia sobre arquitectura otomana en Grecia se refiere más sencillamente al edificio como Mezquita del Acrocorinto. (τζαμί Αχμέτ Πασά), es un edificio de arquitectura otomana situado en la fortaleza griega del Acrocorinto, en el Peloponeso. Construido en el emplazamiento de una mezquita anterior del siglo XVI, el monumento fue encargado por el sultán Ahmed III tras la reconquista otomana en 1715.

## Historia
Tras la conquista de Corinto por las tropas otomanas del sultán Mehmed II en 1458, la ciudadela del Acrocorinto estaba dotada de varias mezquitas. El viajero Evliya Çelebi, que visitó la región en 1668, mencionó cuatro edificios que marcaban el ritmo de la vida religiosa islámica en la fortaleza.  Probablemente datada del siglo XVI, una primera mezquita en la parte norte puede ser identificada como la mezquita de Ahmed Pashá o Bayezid mencionada por Evliya Çelebi, Dos elementos de roble, hallados en un travesaño de la mampostería y en el minarete por los arqueólogos Richard Rothaus y Timothy E. Gregory, están fechados en 1489 y 1508.
La mezquita mencionada imprecisamente en 1668, se transformó en un pañol de pólvora durante el segundo periodo de ocupación veneciana, entre 1687 y 1715.}  A finales del siglo XVII, un plano del Acrocorinto realizado por el ingeniero Pierre de la Salle en la Biblioteca Gennadeion, indica que el lugar también se utilizaba para almacenar galletas para la guarnición, también conocidas como panes de munición. Poco después de que los otomanos retomaran la ciudad en 1715, el sultán Ahmed III construyó una nueva mezquita sobre las ruinas de los edificios anteriores.
La mezquita fue estudiada por los arqueólogos Antoine Bon y Rhys Carpenter en 1936. Durante la década de 2000, el edificio se sometió a obras de consolidación, dirigidas principalmente al refuerzo estructural de las ventanas y el minarete.

## Arquitectura
La mezquita de Ahmed III, que mide 8,50 x 9,50 m, presenta las características y la planta sencilla de las primeras mezquitas otomanas de los Balcanes4. Todavía hoy se pueden ver vestigios de la mezquita anterior, sobre todo en el estilo puntiagudo de las aberturas, típico del primer periodo otomano. Aún se pueden ver vestigios de la mezquita anterior, sobre todo en el estilo puntiagudo de las aberturas, típico de principios del periodo otomano.
La mampostería general es especialmente heterogénea, compuesta principalmente por piedra caliza y algunos ladrillos dispuestos al azar. Los muros exteriores de 0,70 m  están más controlados en las esquinas y en la base del alminar, donde se han incorporado materiales de edificios más antiguos. En la fachada principal, al norte, hay vestigios de la decoración de la segunda época veneciana, sobre todo el uso de dovelas en la parte superior de la puerta y el león de San Marcos, emblema de la Serenísima.
La base del alminar, que conserva la escalera de caracol, está situada en el ángulo noroeste, a la altura del pórtico, del que solo quedan algunos tramos de los muros exteriores en el lado este. Una gran cúpula sobre trompas, parcialmente destruida desde finales del siglo XX por falta de mantenimiento, remata la sala de oración cuadrada. En el centro del muro sur, enmarcado por dos ventanas, el edificio presenta un mihrab barroco turco que aún hoy es visible. El nicho de mocárabe tiene un marco rectangular doble ornamentado.
|                                             |
| La mezquita con vistas al golfo de Corinto. |

| |
| Mezquita de Ahmed III, minarete de la mezquita de Mehmed II (abajo a la derecha) y torre franca (arriba a la derecha). |

|                                    |
| Vista de la mezquita desde el sur. |

|                                 |
| Minarete en el ángulo noroeste. |

|                                                     |
| Interior de la mezquita, con la cúpula y el mihrab. |